# Chiesa di San Leonardo (Treviso)
La chiesa di San Leonardo è un luogo di culto cattolico di Treviso, affacciato sull'omonima piazza (di fronte a Ca' Spineda), situata nel centro storico, tra il Quartiere Latino e piazza dei Signori.
È intitolata a san Leonardo di Noblac. Degno di nota presso la chiesa di San Leonardo è il culto di Santa Rita da Cascia, il cui altare è meta di numerosi fedeli durante tutto l'anno.

## Storia
San Leonardo ha una lunga storia che trova le sue radici nel XII secolo. La si trova citata nella bolla papale di Lucio III spedita nel 1184 al vescovo di Treviso. Nel 1330 è presentata, insieme alle altre chiese del territorio come dipendenti da "San Giovanni del Dom" (attuale Duomo di Treviso), come chiesa di San Leonardo abate, negli ambienti di un Ospedale già esistente e recante lo stesso nome. In origine si trovava all'esterno della prima cerchia di mura cittadine, ma dal XIII secolo in poi, quando furono erette le mura tuttora esistenti, questa chiesa assunse maggiore importanza per le molte botteghe di commercianti e di artigiani che le erano sorte intorno. 
L'edificio attuale è frutto di rielaborazioni fatte a partire da un intervento del 1657 che la ricostruì dandole il perimetro attuale. All'inizio dell'Ottocento l'architetto Francesco Zambon la innalzò e ne abbellì gli interni. La facciata, in cotto intonacato, è invece un progetto del 1930 in stile eclettico dell'architetto Luigi Candiani, mentre il timpano era decorato da un affresco bruno-giallo del pittore Gian Maria Lepscky. 

## Descrizione

### Arte e architettura
San Leonardo ha una facciata a capanna intonacata di giallo e tripartita da quattro lesene. Oltre a due monofore rettangolari, sulla facciata si aprono un piccolo rosone decorato e il portale sovrastato da una nicchia, nella quale è ospitata una scultura.
L'interno ad una navata presenta un altare maggiore opera dell'architetto Giovanni Miazzi, abbellito da bassorilievi di Giovanni Marchiori (1768). Sullo sfondo dell'altare maggiore, una pala di Ludovico Pozzoserrato, rappresentante Santi Leonardo, Giacomo e Marta; ai due lati vi sono due quadri: un San Michele arcangelo, sempre del Pozzoserrato, e un Sant'Erasmo vescovo dipinto da Vincenzo Dai Destri. In fondo alla chiesa l'altare dedicato a Santa Rita, dall'altro lato il fonte battesimale.
L'altare della Beata Vergine della neve presenta un trittico con una Madonna con Bambino, San Bartolomeo apostolo e San Prosdocimo, attribuito alla scuola di Cima da Conegliano; l'altare di S. Antonio da Padova è ornato da un dipinto di Gian Battista Carrer, mentre l'altare dei morti, in marmo nero, ha una tela che raffigura il Martirio di Santa Veneranda, attribuito al Pozzoserrato. Sul soffitto, l'affresco Gloria di san Leonardo di Giovan Battista Canal.

### Organo a canne
Sulla cantoria in controfacciata, si trova l'organo a canne, costruito da Gaetano Callido nel 1787 e restaurato dopo che un incendio, nel 1970, ne aveva rovinato la cassa lignea esterna, dipinta a finto marmo. Lo strumento è a trasmissione meccanica ed ha un'unica tastiera di 47 note con prima ottava scavezza e pedaliera a leggio di 18 note con prima ottava scavezza e costantemente unita al manuale.